# Vicariato apostolico di San Andrés e Providencia
Il vicariato apostolico di San Andrés e Providencia (in latino: Vicariatus Apostolicus Sancti Andreae et Providentiae) è una sede della Chiesa cattolica in Colombia immediatamente soggetta alla Santa Sede. Nel 2022 contava 36.400 battezzati su 68.700 abitanti. È retto dal vescovo Jaime Uriel Sanabria Arias.

## Territorio
Il vicariato apostolico comprende il dipartimento colombiano di San Andrés, Providencia e Santa Catalina.
Sede del vicariato è il comune di San Andrés, sull'omonima isola, dove si trova la cattedrale della Sacra Famiglia.
Il territorio si estende su una superficie di 52 km² ed è suddiviso in 12 parrocchie.

## Storia
La missione sui iuris di San Andrés e Providencia fu eretta il 20 giugno 1912, ricavandone il territorio dall'arcidiocesi di Cartagena.
Il 14 novembre 1946 la missione sui iuris fu elevata a prefettura apostolica.
Il 5 dicembre 2000 la prefettura apostolica è stata ulteriormente elevata a vicariato apostolico con la bolla De Evangelii proclamatione di papa Giovanni Paolo II.

## Cronotassi
Si omettono i periodi di sede vacante non superiori ai 2 anni o non storicamente accertati.
- Riccardo Turner, M.H.M. † (1912 - 1926 deceduto)
- Eugenio da Carcagente, O.F.M.Cap. † (23 luglio 1926 - 21 ottobre 1952 deceduto)
- Gaspar de Orihuela, O.F.M.Cap. † (9 gennaio 1953 - 1965 deceduto)
- Alfonso Robledo de Manizales, O.F.M.Cap. † (11 gennaio 1966 - 1972 deceduto)
- Antonio Ferrándiz Morales, O.F.M.Cap. † (24 marzo 1972 - 10 novembre 1998 deceduto)
- Eulises González Sánchez (5 dicembre 2000 - 16 aprile 2016 ritirato)
- Jaime Uriel Sanabria Arias, dal 16 aprile 2016

## Statistiche
Il vicariato apostolico nel 2022 su una popolazione di 68.700 persone contava 36.400 battezzati, corrispondenti al 53,0% del totale.
| anno | popolazione | popolazione | popolazione | presbiteri | presbiteri | presbiteri | presbiteri                | diaconi | religiosi | religiosi | parrocchie |
| anno | battezzati  | totale      | %           | numero     | secolari   | regolari   | battezzati per presbitero | diaconi | uomini    | donne     | parrocchie |
| ---- | ----------- | ----------- | ----------- | ---------- | ---------- | ---------- | ------------------------- | ------- | --------- | --------- | ---------- |
| 1950 | 1.546       | 7.500       | 20,6        | 5          | 1          | 4          | 309                       |         | 4         | 20        | 2          |
| 1965 | 8.900       | 15.600      | 57,1        | 8          | 3          | 5          | 1.112                     |         | 10        | 23        | 4          |
| 1968 | 13.400      | 17.500      | 76,6        | 9          | 4          | 5          | 1.488                     |         | 6         | 26        | 7          |
| 1976 | 17.500      | 24.500      | 71,4        | 7          | 3          | 4          | 2.500                     |         | 9         | 27        | 5          |
| 1980 | 20.500      | 30.800      | 66,6        | 6          | 2          | 4          | 3.416                     |         | 9         | 25        | 6          |
| 1990 | 34.000      | 55.000      | 61,8        | 8          | 4          | 4          | 4.250                     |         | 5         | 26        | 7          |
| 1999 | 50.250      | 79.250      | 63,4        | 8          | 5          | 3          | 6.281                     |         | 4         | 26        | 8          |
| 2000 | 32.420      | 53.562      | 60,5        | 10         | 5          | 5          | 3.242                     | 2       | 6         | 26        | 8          |
| 2001 | 33.910      | 57.937      | 58,5        | 10         | 5          | 5          | 3.391                     | 2       | 5         | 26        | 9          |
| 2002 | 42.000      | 70.000      | 60,0        | 12         | 9          | 3          | 3.500                     | 2       | 4         | 24        | 9          |
| 2003 | 44.000      | 75.000      | 58,7        | 13         | 9          | 4          | 3.384                     | 2       | 5         | 26        | 9          |
| 2004 | 50.000      | 80.000      | 62,5        | 14         | 9          | 5          | 3.571                     | 2       | 6         | 26        | 9          |
| 2010 | 63.000      | 92.000      | 68,5        | 19         | 17         | 2          | 3.315                     | 2       | 2         | 15        | 10         |
| 2014 | 66.500      | 96.000      | 69,3        | 14         | 12         | 2          | 4.750                     | 3       | 2         | 10        | 11         |
| 2017 | 67.000      | 93.000      | 72,0        | 14         | 12         | 2          | 4.785                     | 3       | 2         | 10        | 11         |
| 2020 | 66.530      | 97.240      | 68,4        | 7          | 6          | 1          | 9.504                     | 5       | 1         | 11        | 12         |
| 2022 | 36.400      | 68.700      | 53,0        | 8          | 6          | 2          | 4.550                     | 5       | 4         | 9         | 12         |